# Heilig Hartbeeld (Cadier en Keer)
Het Heilig Hartbeeld is een standbeeld in de Nederlandse plaats Cadier en Keer, in de provincie Limburg.

## Achtergrond
Het Heilig Hartbeeld werd aan de parochie geleverd door Gerard Hack. Hack was zelf beeldhouwer, maar ook kunsthandelaar. Hij zal het beeld hebben gekocht van het Belgische atelier Parentani. De intronisatie vond plaats op 28 oktober 1928, het door Paus Leo XI ingestelde hoogfeest van Christus Koning. Pastoor H.W. Bosch herinnerde de aanwezigen er ook aan dat het bovendien het eeuwfeest was van de gemeente Cadier en Keer.
Het beeld kreeg een plaats op het kerkhof. De kerk werd later gesloopt en vervangen door de H. Kruisverheffing, die in 1958 in gebruik werd genomen. De oude kerktoren werd wel behouden. Het beeld werd in 1979 gerestaureerd, waarna het op het hoogfeest van het Heilig Hart opnieuw werd geïntroniseerd.

## Beschrijving
Het beeld bestaat uit een staande Christusfiguur, gekleed in gedrapeerd gewaad. Hij houdt zijn beide handen, met daarin de stigmata geheven. Op zijn borst is het Heilig Hart zichtbaar. Christus staat op een wereldbol in de wolken, symbool van zijn heerschappij over hemel en aarde. Aan de voorzijde van de wolken zijn in reliëf passiewerktuigen te zien, waaronder een kelk omkranst door een doornenkroon en een karwats.
Het beeld staat op een sokkel, waarop een plaquette is aangebracht die Cadier en Keer wijdt aan Christus Koning.

## Zie ook

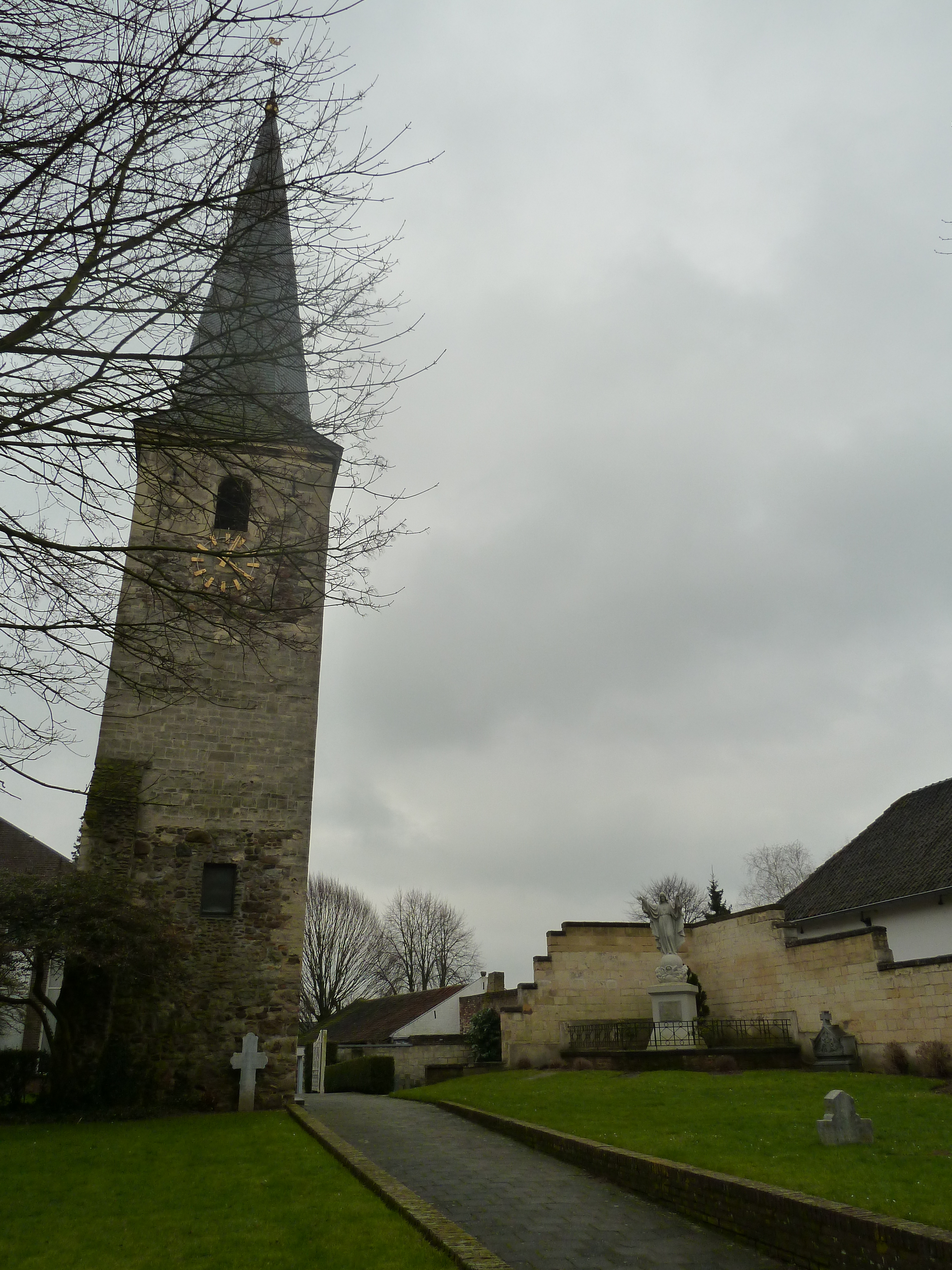
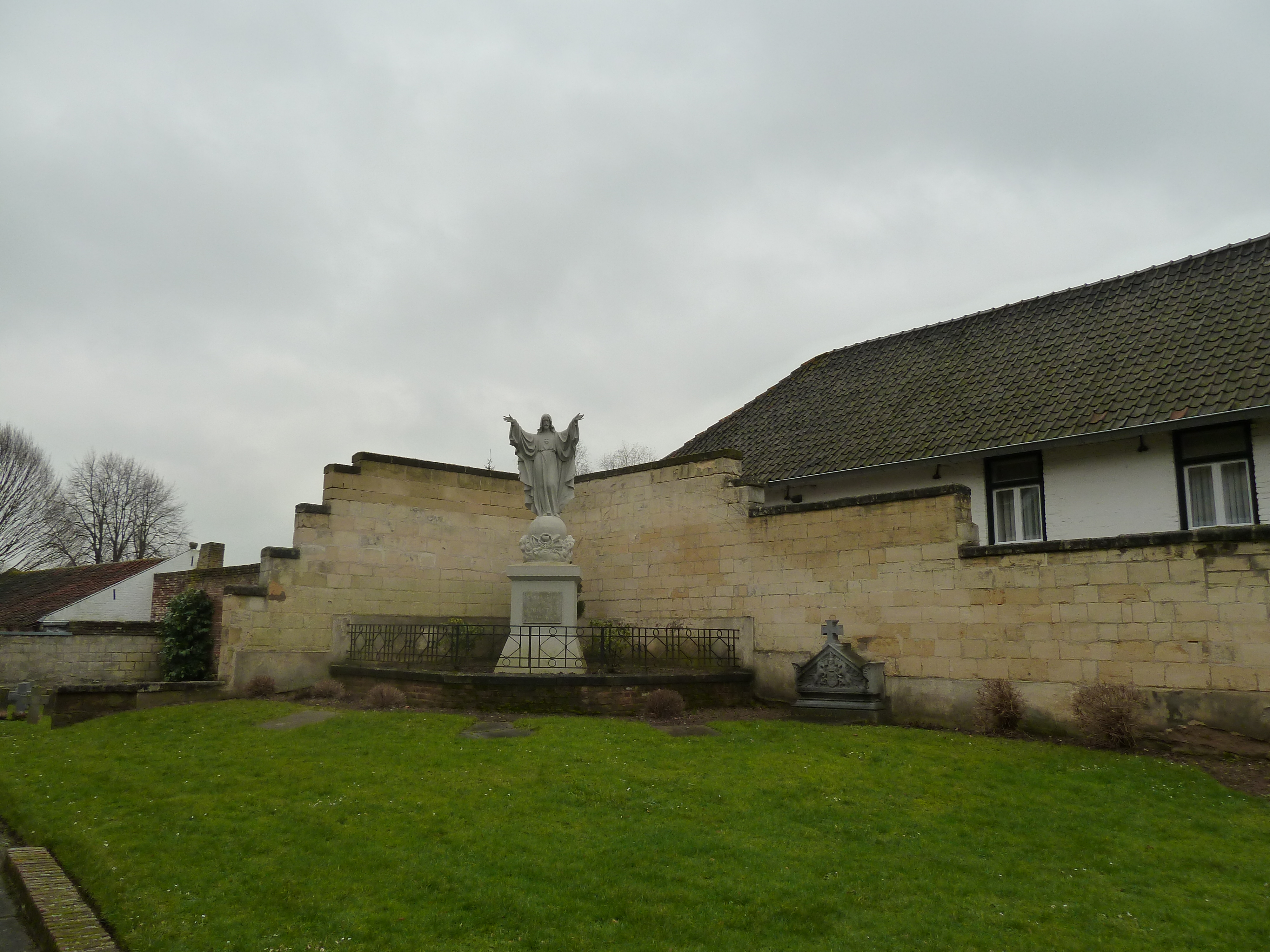
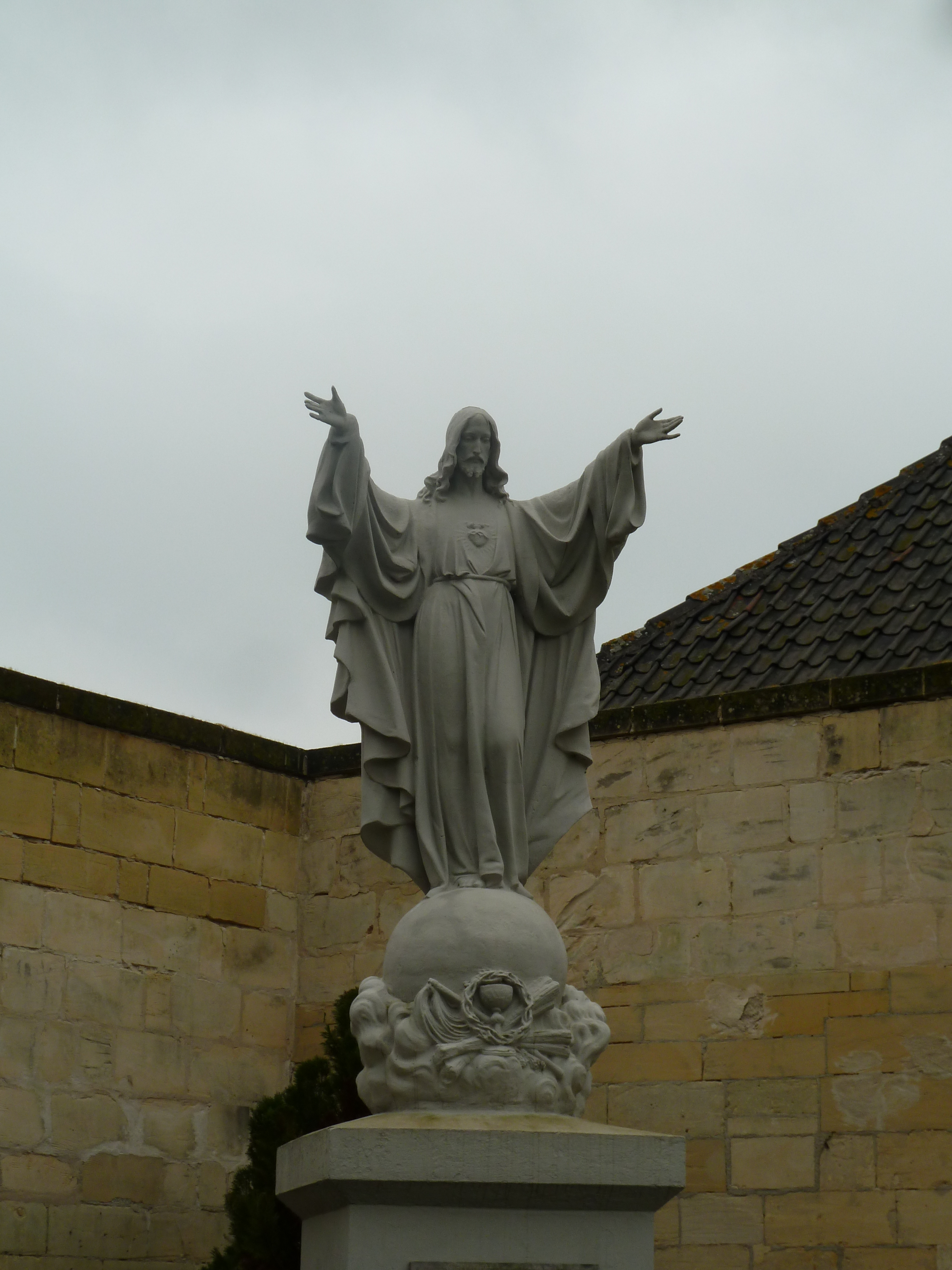